# Кочетков Юрій Петрович
Ю́рій Петро́вич Кочетко́в (10 жовтня 1932, місто Магнітогорськ, тепер Челябінської області, Російська Федерація — 17 грудня 1996, місто Саратов, Російська Федерація) — радянський державний діяч, 2-й секретар ЦК КП Вірменії, 1-й секретар Саратовського міського комітету КПРС. Кандидат у члени ЦК КПРС у 1986—1990 роках. Депутат Верховної ради РРФСР 9—10-го скликань. Депутат Верховної Ради СРСР 11-го скликання.

## Життєпис
У 1951 році закінчив Саратовський авіаційний технікум.
У 1951—1954 роках — помічник майстра цеху, майстер, старший майстер, у 1954—1955 роках — комсомольський організатор ЦК ВЛКСМ Саратовського авіаційного заводу.
У 1955—1957 роках — 1-й секретар Заводського районного комітету ВЛКСМ міста Саратова.
Член КПРС з 1956 року.
У 1957—1960 роках — 2-й секретар, 1-й секретар Саратовського міського комітету ВЛКСМ.
У 1960—1967 роках — 2-й секретар, 1-й секретар Саратовського обласного комітету ВЛКСМ.
У 1965 році закінчив Саратовський політехнічний інститут.
У 1967—1970 роках — секретар партійного комітету Саратовського авіаційного заводу.
У 1970—1974 роках — 1-й секретар Заводського районного комітету КПРС міста Саратова.
У 1974—1984 роках — 1-й секретар Саратовського міського комітету КПРС.
У 1984—1985 роках — інспектор ЦК КПРС.
12 квітня 1985 — 17 січня 1989 року — 2-й секретар ЦК КП Вірменії.
У квітні 1989 — лютому 1991 року — заступник, у лютому 1991 — 1992 року — 1-й заступник голови президії Спілки радянських товариств дружби і культурних зв'язків із зарубіжними країнами.
З квітня 1992 року — заступник голови Російської асоціації міжнародного співробітництва. Одночасно, з жовтня 1992 по 1994 рік — начальник Головного управління організаційного забезпечення діяльності Російського агентства міжнародного співробітництва і розвитку.
З 1994 року — начальник Управління співробітництва із суб'єктами Російської Федерації, російськими неурядовими організаціями та країнами СНД Російського центру міжнародного наукового і культурного співробітництва при уряді Російської Федерації (Росзарубіжцентр).
Помер 17 грудня 1996 року.

## Нагороди і звання
- орден Жовтневої Революції (1981)
- два ордени Трудового Червоного Прапора (1971, 1974)
- два ордени «Знак Пошани» (1956, 1966)
- медаль «За освоєння цілинних земель» (1957)
- медалі
- Почесна грамота Президії Верховної Ради РРФСР (1982)